# Gamagrafia
Gamagrafia, técnica muito utilizada na indústria e construção, a gamagrafia é uma radiografia obtida através de raios gama. Por meio deste processo, pode-se detectar defeitos ou rachaduras no corpo das peças.
Na construção do gasoduto Brasil-Bolívia, utilizou-se a gamagrafia para garantir a integridade das tubulações.
A aplicação de radioisótopos mais conhecida na indústria é a radiografia de peças metálicas ou gamagrafia industrial. Gamagrafia significa impressão de radiação gama em filme fotográfico. Os fabricantes de válvulas usam a gamagrafia, na área de Controle da Qualidade, para verificar se há defeitos ou rachaduras no corpo das peças. Usa-se também a gamagrafia para inspecionar a qualidade das soldas, partes de navios, componentes de aviões, como motores, asas, etc.
As empresas de aviação fazem inspeções freqüentes nos aviões, para verificar se há fadiga nas partes metálicas e soldas essenciais sujeitas a maior esforço (por exemplo, nas asas e nas turbinas) usando a gamagrafia.
Num processo de inspeção radiográfica, a radiação penetrante, raios-x ou gama, atravessa o espécime em ensaio. Uma parte da radiação é absorvida, e a restante vai impressionar um filme fotográfico, onde se pode visualizar toda a estrutura do corpo de prova ou parte dela.

## Os Raios Gama
Com o desenvolvimento dos reatores nucleares, foi possível a produção artificial de isótopos radioativos através de reações nucleares de ativação. O fenômeno de ativação ocorre quando elementos naturais são colocados junto ao núcleo de um reator e, portanto, irradiados por nêutrons térmicos, que atingem o núcleo do átomo, penetrando nele. Isto cria uma quebra de equilíbrio energético no núcleo, e ao mesmo tempo muda sua massa atômica, caracterizando assim o isótopo. O estabelecimento do equilíbrio energético do núcleo do átomo é feito pela liberação de energia na forma de raios gama.
Um átomo que foi submetido ao processo de ativação, e, portanto, seu núcleo se encontra num estado excitado de energia, passa a emitir radiação. É fácil ver, portanto, que o número de átomos capazes de emitir radiação, diminui gradualmente com o decorrer do tempo. A esse fenômeno chamamos de Decaimento Radioativo.

## Características Físicas e tipos de Fontes Gama
As fontes radioativas para uso industrial, são encapsuladas em material austenítico, de maneira tal que não há dispersão ou fuga do material radioativo para o exterior. Um dispositivo de contenção, transporte e fixação por meio do qual a cápsula que contém a fonte selada está solidamente fixada em uma ponta de um cabo de aço flexível, e na outra ponta um engate, que permite o uso e manipulação da fonte, é denominado de “porta fonte”. Devido a uma grande variedade de fabricantes e fornecedores existem diversos tipos de engates de porta-fonte.
Embora apenas poucas fontes radiativas seladas sejam atualmente utilizadas pela indústria moderna, daremos a seguir as principais que podem ser utilizadas assim como as suas características físico-químicas.
(a) Cobalto - 60 (60Co)
O Cobalto-60 é obtido através do bombardeamento por nêutrons do isótopo estável Co-
59. Suas principais características são:
-	Meia-vida = 5,24 anos
-	Energia da Radiação = 1,17 e 1,33 MeV
-	Faixa de utilização mais efetiva = 60 a 200 mm de aço.
Esses limites dependem das especificações técnicas da peça a ser examinada e das condições da inspeção.
(b) Irídio - 192 (192Ir)
O Irídio-192 é obtido a partir do bombardeamento com nêutrons do isótopo estável Ir-191.
Suas principais características são:
-	Meia-vida = 74,4 dias
-	Energia da Radiação = 0,137 a 0,65 MeV
-	Faixa de utilização mais efetiva = 10 a 40 mm de aço
(c) Túlio -170 (170Tu)
O Túlio-170 é obtido com o bombardeamento por nêutrons do isótopo estável, Túlio - 169.
Como esse material é extremamente difícil de produzir, o material é geralmente manuseado sob a forma de óxido. Suas principais características são:
-	Energia de Radiação: 0, 084 e 0,54 MeV. (O espectro do Túlio possui também radiação de Bremsstrahlung, que é a radiação liberada pelo freiamento dos elétrons em forma de partículas beta).
-	Meia-vida = 127 dias
-	Faixa de utilização mais efetiva = 1 a 10 mm de aço
(d) Césio - 137 (137Cs)
O Césio-137 é um dos produtos da fissão do Urânio-235. Este é extraído através de processos químicos que o separam do Urânio combustível e dos outros produtos de fissão. Suas principais características são:
-	Meia - Vida = 33 anos
-	Energia de Radiação = 0,66 MeV
-	Faixa de utilização mais efetiva = 20 a 80 mm de aço.
É uma fonte de radiação quase sem utilidade no momento, em razão das dificuldades de obtenção e da má qualidade do filme radiográfico.
(e) Selênio - 75 (75Se)
-	Meia-vida = 125 dias
-	Energia das Radiações = de 0,006 a 0,405 MeV
-	Faixa de utilização mais efetiva = 4 a 30 mm de aço.
É um radioisótopo de uso recente na indústria, proporcionando uma qualidade muito boa de imagem, assemelhando-se à qualidade dos Raios-x.

Irradiador gama específico para fontes radiativas de Selênio-75.

## Características Físicas dos Irradiadores Gama
Os irradiadores gama são equipamentos dotados de partes mecânicas que permitem expor com segurança a fonte radioativa. A principal parte do irradiador é a blindagem interna , que permite proteção ao operador a níveis aceitáveis para o trabalho, porém com risco de exposição radiológica se armazenado em locais não adequados ou protegidos. O que mais diferencia um tipo de irradiador de outro são os dispositivos usados para se expor a fonte. Esses dispositivos podem ser mecânicos, com acionamento manual ou elétrico, ou pneumático. A única característica que apresentam em comum é o fato de permitirem ao operador trabalhar sempre a uma distância segura da fonte, sem se expor ao feixe direto de radiação.
Os irradiadores gama são construídos através de rígidos controles e testes estabelecidos por normas internacionais, pois o mesmo deve suportar choques mecânicos, incêndio e inundação sem que a sua estrutura e blindagem sofram rupturas capazes de deixar vazar radiação em qualquer ponto mais do que os máximos exigidos.
Aparelho para gamagrafia industrial, projetado para operação com capacidade máxima de 100 Ci de Ir-192. O trânsito interno da fonte no interior da blindagem é feita no canal em forma de “S”.
Aparelho para gamagrafia usando Fonte Radioativa de Cobalto-60 com atividade máxima de 30 Curies, pesando 122 kg, projetado com tipo de canal reto. (Foto extraída do catálogo da Sauerwein)
Aparelho de gamagrafia industrial projetado para operação com capacidade máxima de 130 Ci de Ir-192. O canal interno de trânsito da fonte é do tipo de canal reto. Peso 30 kg

## Algumas propriedades dos Raios-x e Gama
- São invisíveis;
- Em casos especiais, são refletidos, refratados e polarizados, mas em grau muito menor;
- Propagam-se a uma velocidade de 3x10^8 metros por segundo (velocidade da luz);
- Raios-X têm energia entre 1 KeV e 50 MeV;
- Raios-X para os ensaios não destrutivos são produzidos pela interação de matéria com elétrons de alta energia ou íons;
- Raios Gama são produzidos em transformações nucleares;
- Raios-X e Gama impressionam (escurecem) filmes fotográficos;
- Estimulam fluorescência e fosforescência em alguns materiais;
- São capazes de ionizar gases e mudar as propriedades elétricas de alguns líquidos e sólidos;
- São capazes de causar danos em células e produzir mutações genéticas;
- São diferencialmente absorvidos e dispersados por diferentes meios;
- Não afetam combustíveis e munições.